# Hollerland
Hollerland bezeichnete ursprünglich eine Kulturlandschaft im Norden und Osten Bremens, die von holländischen Siedlern im 12. Jahrhundert urbar gemacht wurde (der sogenannten „Hollerkolonisation“). Zum historischen Goh Hollerland gehörten auch die heutigen Bremer Stadtteile Horn-Lehe und Oberneuland sowie Teile vom Ortsteil Borgfeld und vom Stadtteil Osterholz. Durch die Anlage ausgedehnter Vorstadtsiedlungen vor allem seit den 1960er Jahren sind von der ursprünglichen von den Holländern urbar gemachten Kulturlandschaft nur noch Reste erhalten geblieben. Heute bezeichnet man nur noch den im Stadtteil Horn-Lehe gelegenen und als Naturschutzgebiet ausgewiesenen Teil als Hollerland. 

## Geschichte
1106 erschienen zur Zeit der Regierung des Königs Heinrich IV in Bremen sechs Männer aus Utrecht (Holland). Angeführt durch einen Priester namens Heinrich boten sie dem Erzbischof Friedrich an, das sumpfige Ödland um Bremen zu entwässern und zu bewirtschaften. Der Erzbischof kam dem Ersuchen nach und schloss mit ihnen einen Vertrag. In dem Vertrag verpflichteten sich die Siedler, das Land urbar zu machen, in jedem Jahr für jede Hufe mit einer Länge von 720 und einer Breite von 30 Königsruten einen Pfennig zu entrichten und den Zehnten des Ertrages abzuführen.
Die Siedler unterwarfen sich der Synodalgerichtsbarkeit und Verfassung der Utrechter Kirche. Ihre weltlichen Rechtshändel durften sie unter sich selbst entscheiden, ohne von einem fremden Richter beeinträchtigt zu werden. Durch dieses „Hollerrecht“ waren sie gegenüber gewöhnlichen norddeutschen Bauern privilegiert.
Der Name „Hollerland“ leitete sich von der Kolonisation des Gebietes durch holländische Siedler ab. 1188 wurde es Hollandria oder auch Nova terra genannt.
Die Vogtei des Gebietes gehört zunächst zu den im Umland regierenden Welfen. Sie war seit 1219 beim Erzbischof von Bremen. Um 1212 bis 1220 wurde das Hollerland eine Landgemeinde von Bremen. An die Stelle mehrerer Vögte war seit Anfang des 14. Jahrhunderts das Goh Hollerland zuständig. Zum Goh gehörten auch die Dörfer Horn, Osterholz (1426), Oberneuland und Rockwinkel. Der Gohgräfe war der Richter des Gohs und Vorsitzender des Gohgerichts. Das Gericht tagte bei der Uppe Angst genannten Gerichtsstätte Auf dem Rüten in Rockwinkel. Die alten Geschworenengerichte blieben bestehen. Gohgräfe waren zunächst Bremer Ministerialen
 (Beamte) aus der Familie Monik bzw. von der Helle, die als Anhänger des Erzbischofs auf Gut Hodenberg residierten. Seit 1500 wurden die Gohgräfe aus dem Bremer Rat gewählt.
Da Schwachhausen und Hastedt nicht der Reichsstadt, sondern dem Erzstift Bremen unterstanden, wurden die Grenzen des Hollerlandes nicht nur im Norden gesichert, wo der Wümmedeich gleichermaßen als Landwehr diente, sondern auch nach Süden und Südwesten, wo die Landwehr nach einem Bogen um das Dorf Osterholz dem Vahrer Fleth folgte, heute am Straßenzug Vahrer Straße – In der Vahr – Bürgermeister-Spitta-Allee zu erkennen.
1598 wurden Hollerland und Blockland zusammengefasst. Mit dem Zweiten Stader Vergleich 1741 kam aber das Gebiet des Gohgerichtes Blockland mit Ausnahme des Oberblocklandes unter die Hoheit des  Kurfürstentums Hannover, wobei Bremen allerdings die Gerichtsbarkeit behielt. Auf dem Reichsdeputationshauptschluss 1803 erhielt Bremen die Landeshoheit zurück. Als Kirchspiel war anfänglich für das Hollerland nur das Kirchspiel Horn zuständig und später für den östlichen Teil des Hollerlandes das Kirchspiel Oberneuland sowie für den nördlichen Teil das Kirchspiel Borgfeld. 
Nach der Bremer Franzosenzeit mit seinen Kantonen im Departement der Wesermündungen von 1811 bis 1814 wurde seit 1815 das Hollerland durch den Landherren auf dem rechten Weserufer im Landherrnamt regiert. Seit 1946 sind für das Hollerland die Ortsämter von Horn-Lehe, Oberneuland und Osterholz zuständig.

## Naturschutzgebiet

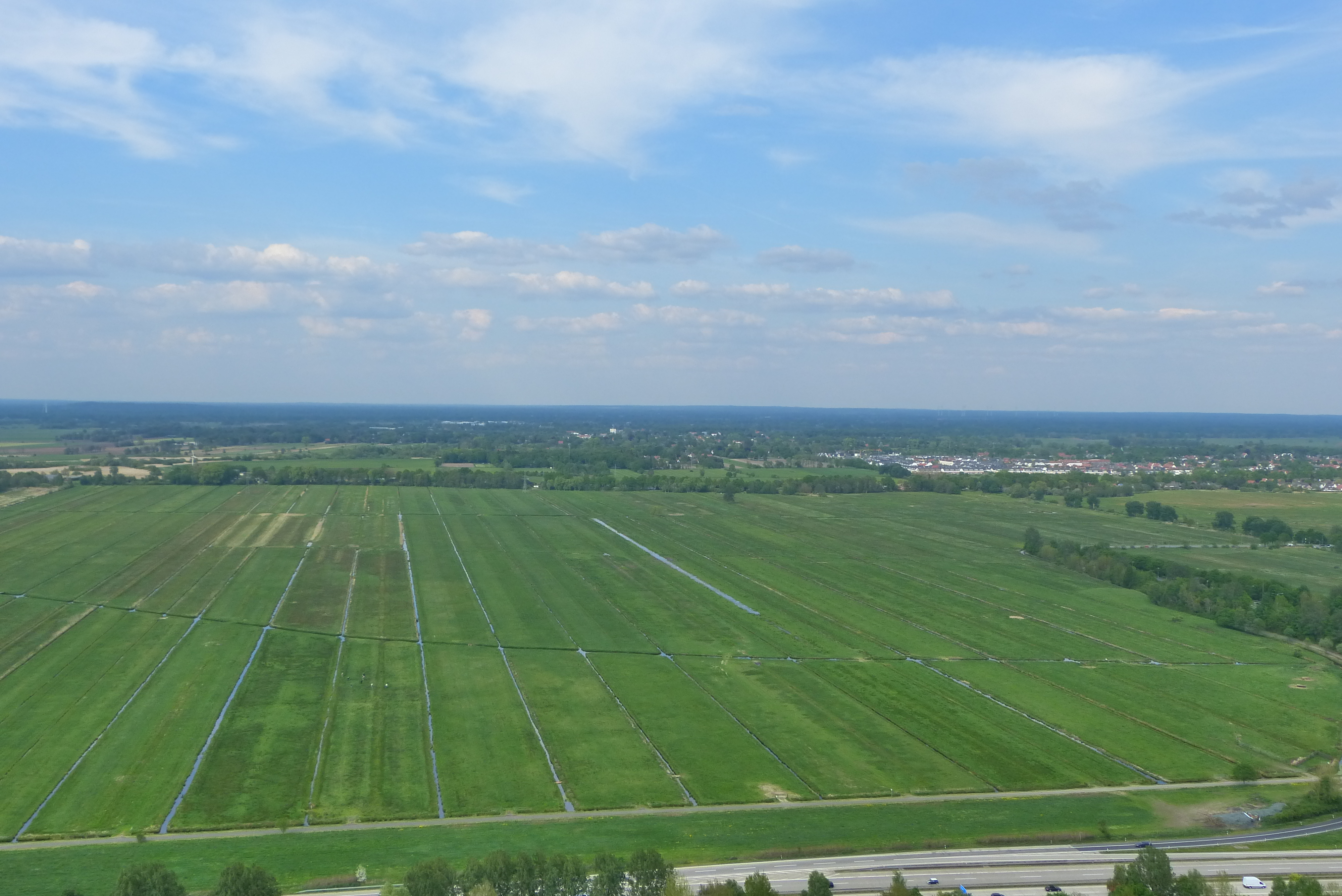
Blick von der Spitze des Bremer Fallturms auf das Hollerland, vorne die A 27

Das Naturschutzgebiet westliches Hollerland umfasst einen 293 ha großen Restteil der von Holländern urbar gemachten Kulturlandschaft im Stadtteil Horn-Lehe zwischen Kuhgrabenweg, Lehesterdeich, Hollergrund und Autobahn A 27. Mit Wirkung vom 3. April 1985 wurden Dreiviertel des westlichen Gebietes unter Schutz gestellt, eine Erweiterung erfolgte im Jahre 1991. Das zur Entwässerung angelegte, etwa 90 km lange Grabennetz ist zusammen mit dem großräumig naturverträglich genutzten Feuchtgrünland ein überregional bedeutender Lebensraum für seltene Tiere und Pflanzen, wie zum Beispiel für mehrere hunderttausend Krebsscheren. Im Norden grenzt es an das Naturschutzgebiet Untere Wümme.

### Pflanzenwelt
Im Gebiet wachsen mehr als 40 gefährdete Pflanzen der Roten Liste. Besondere Bedeutung kommt der „Pannlake“ zu, einer Binnensalzstelle, deren Quelle aus dem Salzstock Lilienthal entstammt. In der Pannlake wachsen Erdbeerklee, Salz-Binse, Brackwasserröhrichte und größere Bestände von Salzteich- und Strandsimse, die sonst nur im Küstenbereich anzutreffen sind.

### Tierwelt
Das Hollerland zählt zu den wertvollsten Brutgebieten für Wiesenvögel wie Uferschnepfe, Bekassine, Kiebitz und Rotschenkel; für die Zugvögel ist es wichtiges Vogel-Rastgebiet. 
Auf Grund des dichten Grabennetzes, zahlreicher Senken und Kleingewässer hat das Hollerland ebenfalls eine herausragende Bedeutung für Amphibien und Insekten, insbesondere Libellen. Es wurden bislang 26 Libellenarten, darunter die hier sehr häufige Grüne Mosaikjungfer (Libellenart), die mit der in den Gräben des Hollerlandes weit verbreiteten Krebsschere eine Symbiose zur Fortpflanzung eingeht. In den Gräben leben unter anderem die Fischarten Moderlieschen, Steinbeißer und Schlammpeitzger, die bundesweit gefährdet sind.

## Bürgerinitiative für die Erhaltung des Hollerlandes

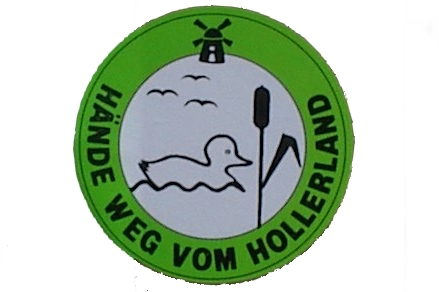
Emblem der Bürgerinitiative Hollerland

Seit 1978 kämpften Naturschützer um Gerold Janssen (1923–2012), die sich in der „Bürgerinitiative für die Erhaltung des Hollerlandes“ zusammengeschlossen haben, um den Erhalt dieser einmaligen norddeutschen Kulturlandschaft mit schützenswerten Pflanzen und Tieren.
In den 1960er Jahren wurden von der Neuen Heimat weite Flächen des Hollerlandes aufgekauft, um sie einer Bebauung zuzuführen. Ähnlich wie die Neue Vahr sollte hier ein riesiges Wohngebiet – die „Hollerstadt“ – mit 15.000 Wohneinheiten für annähernd 50.000 Einwohner entstehen. Geplant waren auch Arbeits-, Einkaufs- und Sportstätten, einschließlich einer Regattastrecke. Angesichts nachlassender Nachfrage, der wachsenden Kritik an Großvorhaben und des Baulandskandals wurde die Planung zunächst eingestellt.
1977 wurden die Planungen durch den Bausenator Stefan Seifriz mit der Vorlage einer Pilotstudie, der sogenannten Osthaus-Studie, wieder aufgenommen. Die daraufhin von Gerold Janssen, dem Horner Pastor Friedrich Bode und Dieter Stratmann gegründete „Bürgerinitiative zur Abwehr der Hollerstadt“ begann mit der Mobilisierung der Bürger gegen die neuerlichen Pläne. Auf Drängen der Bürger und Naturschützer schaltete der Bausenator den Wissenschaftler Professor Pflug aus Aachen zur Erstellung eines „landschaftsökologischen Gutachtens“ ein. Die erste Skizze Pflugs, in der er das Hollerland aufteilt in Naturschutzgebiet und vorgeschlagene Bauflächen, wurde den Politikern als Endgutachten vorgelegt. Die Baudeputation beschloss eine Teilbebauung des Hollerlandes; 270 ha sollten als Naturschutzgebiet ausgewiesen werden. Damit war die „Hollerstadt“ gestorben.
Die BI benannte sich um in „Bürgerinitiative für die Erhaltung des Hollerlandes“. Im Juli 1984 musste das wasserrechtliche Genehmigungsverfahren für den Bau eines Schmutzwasserkanals in die Bremer Stadthalle verlegt werden, die Proteste der Teilnehmer führten zum Abbruch der Versammlung und damit zur Verzögerung der Maßnahme um ein Jahr. Die BI ließ schützenswerte Flora und Fauna von Professoren der Bremer Uni kartieren, sammelte Unterschriften gegen die Hollerlandbebauung, organisierte eine vielbeachtete Ausstellung in der unteren Rathaushalle des Bremer Rathauses und legt einen gemalten „Naturlehrpfad“ mit Sprüchen wie „hier kurvte die Mosaikjungfer“ oder „hier leuchtete das Nachtpfauenauge“ auf den Wegen um das Hollerland an. 1985 wurden dann mehr als 3/4 des westlichen Hollerlandes als Naturschutzgebiet ausgewiesen.
1986 erhielt die Bürgerinitiative von der Umweltsenatorin Evi Lemke den Umweltschutzpreis und übergab zahlreiche Proteste von Libellenspezialisten aus der ganzen Welt gegen die Zerstörung der Libellenbiotope. Im gleichen Jahr errang die erstmals zur Deichverbandswahl auftretende, von der BI und dem BUND ins Leben gerufene „Naturschutzliste“ unter dem Motto „Deichschutz ja – Naturzerstörung nein!“ auf Anhieb die Mehrheit der Sitze. Der Vorstand setzt sich aus vier Umweltschützern und einem Landwirt zusammen. Gerold Janssen wurde zum Deichhauptmann gewählt. Im Oktober 1989 kam es zum Hollerland-Kompromiss. Bausenator Konrad Kunick, der Sprecher der Baudeputation Schreiber und der Umweltschützer Janssen legten die Baugrenze zwischen dem zu bebauenden Hollergrund und den in das Naturschutzgebiet einzubeziehenden Flächen des Hollerwaldes und der westlichen Wiesenflächen fest.
Auch nach Ausweisung als NSG gab es immer wieder Pläne, das Hollerland zu bebauen. Im Gespräch waren z. B. der Bau einer „Technologiestadt“ (2003), eine Nutzung als Gewerbegebiet und immer wieder der Bau einer Schnellstraße durch das Gebiet (Hollerlandtrasse). Einer Initiative des Beirates Borgfeld zum Bau einer Trasse erteilen sämtliche politische Parteien eine Absage.
2004 ist das Naturschutzgebiet Westliches Hollerland – mit 293 ha das drittgrößte in Bremen – nach über 25-jähriger Auseinandersetzung endgültig unter den Schutz der Fauna-Flora-Habitat-Richtlinie gestellt worden.
Für seinen Einsatz gegen die Bauunternehmen erhielt Janssen 2009 den Bürgerpreis der Bremer Sparkasse.

## Medien
- Der Traum des Gerold Janssen; Buch/Kamera/Schnitt: Jörg Streese; streese.film.produktion; D 2006.